# 新馬凱特 (愛荷華州)
新馬凱特（英語：New Market）是一個位於美國愛荷華州泰勒縣的城市。

## 地理
新馬凱特的座標為40°43′49″N 94°54′05″W / 40.73028°N 94.90139°W，而該地的平均海拔高度為376米（即1234英尺）。

## 人口
根據2010年美國人口普查的數據，新馬凱特的面積為1.14平方千米，當中陸地面積為1.14平方千米，而水域面積為0.00平方千米。當地共有人口415人，而人口密度為每平方千米364人。